# Сиротинский, Леонид Иванович
Леонид Иванович Сироти́нский (1879—1970) — основатель московской научной школы техники высоких напряжений.

## Биография
Родился в 1879 году в Николаеве (ныне Украина). Окончил гимназию, два курса Петербургского университета (из которого в 1899 исключён за участие в студенческих демонстрациях) и Льежский электротехнический институт (Бельгия).
В 1903—1906 годах работал в Москве на электромеханическом заводе (будущее «Динамо»). В 1907—1928 годах преподаватель в Механико-техническом училище Общества распространения технических знаний (с 1921 года — Практический электротехнический институт).
В 1918—1958 годах на научно-преподавательской работе в МЭИ имени В. М. Молотова и одновременно в 1921—1958 годах — во Всесоюзном электротехническом институте (был одним из его создателей). В 1931 года организовал в МЭИ кафедру и лабораторию высоких напряжений. Под руководством Л. И. Сиротинскогов МЭИ было подготовлено и защищено около 15 кандидатских и докторских диссертаций.
С 1958 года профессор-консультант ВЭИ. Соавтор трёхтомного учебника «Техника высоких напряжений» (1939—1945).
В 1903—1919 был женат на Нине Евгеньевне Веденеевой, в этом браке был сын Евгений. В 1919 г. супруги развелись.
Умер в 1970 году. Похоронен на Ваганьковском кладбище (2 уч.).

## Награды и премии
- Сталинская премия третьей степени (1951) — за разработку и освоение производства новых вентильных разрядников для защиты электрических систем
- Ленинская премия (1962) — за создание ЛЭП 500 кВ переменного тока
- заслуженный деятель науки и техники РСФСР
- два ордена Ленина (в том числе 16.05.1947)
- орден Трудового Красного Знамени (13.12.1940) — «в ознаменование 35-летия Московского энергетического института им. В. М. Молотова, за выдающиеся заслуги в деле выращивания и воспитания энергетических кадров для народного хозяйства»
- орден «Знак Почёта»
- медали